# Science-Fiction-Jahr 1887
Übersicht

◄◄ | ◄ | 1883 | 1884 | 1885 | 1886 | Science-Fiction-Jahr 1887 | 1888 | 1889 | 1890 | 1891 | ► | ►►

Weitere Ereignisse

## Neuerscheinungen Literatur
| Deutscher Titel                        | Deutschsprachiges Erscheinungsjahr | Originaltitel | Autor                     | Anmerkungen |
| -------------------------------------- | ---------------------------------- | ------------- | ------------------------- | --- |
| Der Weltuntergang                      | –                                  | –             | Vincenz Chiavacci         | |
| 2086 oder Das Weltalter der Gleichheit | –                                  | –             | Otto Leixner von Grünberg | |
| Die Zeitmaschine                       | –                                  | –             | XXX                       | In: Extrapost, Wien, 28.11.1887, S. 1–2. Digitalisat: Österreichische Nationalbibliothek / ANNO Transkription auf Wikisource |
| Reine Luft für Alle                    | –                                  | –             | Josef Zettel              | |
|                                        |                                    | A Crystal Age | William Henry Hudson      | |

## Geboren
- Hans Bodenstedt († 1958)
- Ray Cummings († 1957)
- Georg Heym († 1912)
- Frigyes Karinthy († 1938)
- Erich von Mendelssohn († 1913)
- Herbert Müller-Guttenbrunn († 1945)

## Gestorben
- Richard Jefferies (* 1848)
- Lazar von Hellenbach (* 1827)